# Prétot-Sainte-Suzanne
Prétot-Sainte-Suzanne és un municipi francès situat al departament de la Manche i a la regió de Normandia. L'any 2007 tenia 330 habitants.

## Demografia

### Població
El 2007 la població de fet de Prétot-Sainte-Suzanne era de 330 persones. Hi havia 120 famílies de les quals 32 eren unipersonals (20 homes vivint sols i 12 dones vivint soles), 52 parelles sense fills i 36 parelles amb fills.
La població ha evolucionat segons el següent gràfic:
Habitants censats

### Habitatges
El 2007 hi havia 159 habitatges, 121 eren l'habitatge principal de la família, 34 eren segones residències i 4 estaven desocupats. 157 eren cases i 1 era un apartament. Dels 121 habitatges principals, 94 estaven ocupats pels seus propietaris, 23 estaven llogats i ocupats pels llogaters i 4 estaven cedits a títol gratuït; 4 tenien dues cambres, 12 en tenien tres, 36 en tenien quatre i 69 en tenien cinc o més. 102 habitatges disposaven pel capbaix d'una plaça de pàrquing. A 57 habitatges hi havia un automòbil i a 49 n'hi havia dos o més.

### Piràmide de població
La piràmide de població per edats i sexe el 2009 era:
| Homes | Edats   | Dones |
| ----- | ------- | ----- |
| 0     | 95 o +  | 0     |
| 0     | 90 a 94 | 16    |
| 4     | 85 a 89 | 20    |
| 0     | 80 a 84 | 0     |
| 0     | 75 a 79 | 12    |
| 8     | 70 a 74 | 4     |
| 24    | 65 a 69 | 16    |
| 8     | 60 a 64 | 12    |
| 8     | 55 a 59 | 16    |
| 0     | 50 a 54 | 8     |
| 12    | 45 a 49 | 4     |
| 8     | 40 a 44 | 8     |
| 12    | 35 a 39 | 16    |
| 8     | 30 a 34 | 20    |
| 4     | 25 a 29 | 0     |
| 4     | 20 a 24 | 0     |
| 4     | 15 a 19 | 16    |
| 12    | 10 a 14 | 20    |
| 12    | 5 a 9   | 8     |
| 20    | 0 a 4   | 16    |

## Economia
El 2007 la població en edat de treballar era de 178 persones, 117 eren actives i 61 eren inactives. De les 117 persones actives 109 estaven ocupades (64 homes i 45 dones) i 8 estaven aturades (2 homes i 6 dones). De les 61 persones inactives 20 estaven jubilades, 16 estaven estudiant i 25 estaven classificades com a «altres inactius».

### Ingressos
El 2009 a Prétot-Sainte-Suzanne hi havia 116 unitats fiscals que integraven 287 persones, la mediana anual d'ingressos fiscals per persona era de 15.028 €.

### Activitats econòmiques
Dels 5 establiments que hi havia el 2007, 2 eren d'empreses de construcció, 1 d'una empresa d'hostatgeria i restauració, 1 d'una empresa de serveis i 1 d'una entitat de l'administració pública.
L'únic servei als particulars que hi havia el 2009 era un paleta.
L'any 2000 a Prétot-Sainte-Suzanne hi havia 26 explotacions agrícoles que ocupaven un total de 924 hectàrees.

## Equipaments sanitaris i escolars
El 2009 hi havia una escola elemental integrada dins d'un grup escolar amb les comunes properes formant una escola dispersa.

## Poblacions més properes
El següent diagrama mostra les poblacions més properes.